# Embres-et-Castelmaure

Embres-et-Castelmaure este o comună în departamentul Aude din sudul Franței. În 1 ianuarie 2022 avea o populație de 158 de locuitori.